# Orgasme (cocktail)
Orgasme is een cocktailrecept.

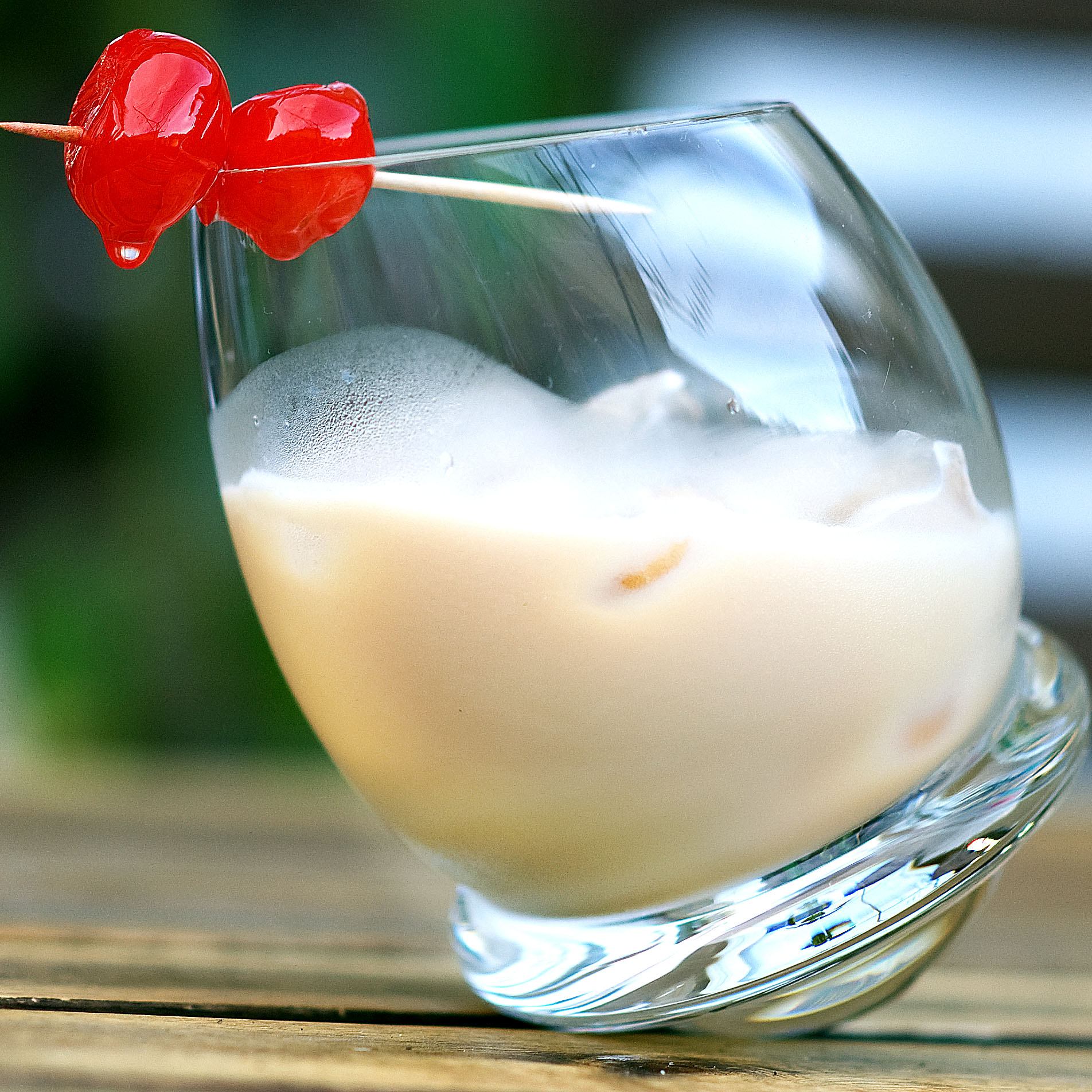
Een Orgasmecocktail met twee Maraschinokersen

De cocktail is een mengsel van Baileys Irish Cream en de likeuren Cointreau en Grand Marnier. De drank wordt meestal geserveerd in een bol glas of een whiskyglas en smaakt naar chocolademelk met een sinaasappel-aroma. Het glas wordt meestal eerst gevuld met ijsgruis of ijsblokjes en daarna worden de ingrediënten toegevoegd en geroerd met een roerstaaf.
Er bestaan diverse variaties op dit basisrecept. De versie Double Orgasm heeft als laatst toegevoegd ingrediënt nog room. Het recept, dan onder de Engelse naamversie Orgasm, zou afkomstig zijn van een bar in Boca Raton in de Amerikaanse staat Florida.